# Domegletsjer
De Domegletsjer is een gletsjer in het Columbia-ijsveld in het nationaal park Jasper in de provincie Alberta in Canada. Dit gebied ligt in de Canadese Rocky Mountains en daarmee in het Continental Divide, een waterscheiding die van Alaska via Canada en de Verenigde Staten naar Mexico loopt. De Domegletsjer watert ten noordoosten van de berg Snow Dome af.
De gletsjer wordt gevormd door drie smalle gletsjers die zich bewegen over vast gesteente in de richting van de Domevallei. De gletsjer bestrijkt een gebied van 5,92 km en een lengte van 5,7 km. De top bevindt zich op 3200 meter en de voet op 1980 meter. De puinbedekking bedraagt 2,16 km². De gletsjer werd gekwalificeerd als een uitvloeigletsjer.
De Dome dankt zijn naam aan de berg Snow Dome. Deze berg kreeg zijn naam in 1898 van J. Norman Collie gezien de sneeuwkap van het massief gelijkenis vertoonde met een koepel ("dome" is koepel" in het Engels).